# Peng Hsien-yin
Peng Hsien-yin (chinesisch 彭賢尹, Pinyin Péng Xiányǐn; * 22. Dezember 1989 in Hsinchu) ist ein taiwanischer Tennisspieler.

## Karriere
Peng Hsien-yin spielt hauptsächlich auf der ATP Challenger Tour und der ITF Future Tour. Er feierte bislang fünf Doppelsiege auf der Future Tour. Auf der Challenger Tour gewann bis jetzt 13 Doppelturniere. Zum 20. Mai 2013 durchbrach er erstmals die Top 150 der Weltrangliste im Doppel. Seine höchste Platzierung war der 99. Rang im April 2015.
Peng Hsien-yin spielt seit 2013 für die taiwanische Davis-Cup-Mannschaft. Für diese trat er bislang in vier Begegnungen an, wobei er im Doppel eine Bilanz von 2:3 und im Einzel eine Bilanz von 0:1 aufzuweisen hat.

## Erfolge
| Legende (Anzahl der Siege)  |
| Grand Slam                  |
| ATP World Tour Finals       |
| ATP World Tour Masters 1000 |
| ATP World Tour 500          |
| ATP World Tour 250          |
| ATP Challenger Tour (14)    |

### Doppel

#### Turniersiege
| Nr. | Datum            | Turnier   | Belag     | Partner              | Finalgegner                           | Ergebnis           |
| --- | ---------------- | --------- | --------- | -------------------- | ------------------------------------- | ------------------ |
| 1.  | 18. August 2012  | Qarshi    | Hartplatz | Lee Hsin-han         | Brydan Klein Yasutaka Uchiyama        | 6:75, 6:4, [10:4]  |
| 2.  | 28. Oktober 2012 | Seoul (1) | Hartplatz | Lee Hsin-han         | Lim Yong-kyu Nam Ji-sung              | 7:63, 7:5          |
| 3.  | 27. Januar 2013  | Maui      | Hartplatz | Lee Hsin-han         | Tennys Sandgren Rhyne Williams        | 6:71, 6:2, [10:5]  |
| 4.  | 19. Mai 2013     | Busan (1) | Hartplatz | Yang Tsung-hua       | Jeong Suk-young Lim Yong-kyu          | 6:4, 6:3           |
| 5.  | 16. Juni 2013    | Prag      | Sand      | Lee Hsin-han         | Vahid Mirzadeh Denis Zivkovic         | 6:4, 4:6, [10:5]   |
| 6.  | 28. Juni 2014    | Nanchang  | Hartplatz | Chen Ti              | Jordan Kerr Fabrice Martin            | 6:2, 3:6, [12:10]  |
| 7.  | 20. Juli 2014    | Kaohsiung | Hartplatz | Gong Maoxin          | Chen Ti Huang Liang-chi               | 6:3, 6:2           |
| 8.  | 16. Mai 2015     | Seoul (2) | Hartplatz | Gong Maoxin          | Lee Hyung-taik Danai Udomchoke        | 6:4, 7:5           |
| 9.  | 16. Juli 2016    | Posen     | Sand      | Aleksandre Metreweli | Mateusz Kowalczyk Kamil Majchrzak     | 6:4, 3:6, [10:8]   |
| 10. | 24. März 2017    | Quanzhou  | Hartplatz | Hsieh Cheng-peng     | Andre Begemann Aljaksandr Bury        | 3:6, 6:4, [10:7]   |
| 11. | 14. Mai 2017     | Seoul (3) | Hartplatz | Hsieh Cheng-peng     | Thomas Fabbiano Dudi Sela             | 5:1 Aufgabe        |
| 12. | 20. Mai 2017     | Busan (2) | Hartplatz | Hsieh Cheng-peng     | Sanchai Ratiwatana Sonchat Ratiwatana | 7:5, 4:6, [10:8]   |
| 13. | 11. August 2017  | Jinan     | Hartplatz | Hsieh Cheng-peng     | N. Sriram Balaji Vishnu Vardhan       | 4:6, 6:4, [10:4]   |
| 14. | 24. März 2018    | Qujing    | Hartplatz | Aljaksandr Bury      | Wu Di (Tennisspieler) Zhang Ze        | 6:73, 6:4, [12:10] |